# Внешняя политика Саудовской Аравии
Внешняя политика Саудовской Аравии — это общий курс Саудовской Аравии в международных делах. Государство заявляет о своей политике, направленной на сотрудничество с арабскими государствами Персидского залива, экспортирующими нефть, единство арабского мира, исламскую силу и солидарность, а также поддержку Организации Объединенных Наций (ООН). На практике основными направлениями во внешней политике Саудовской Аравии в последние годы стали отношения с США, палестино-израильский конфликт, Ирак, политическое противостояние с Ираном, ценообразование на нефть и использование её нефтяных богатств для увеличения влияния ислама и особенно консервативной школы ислама, поддерживаемой правителями страны (известной как ваххабизм). Саудовская Аравия тратит большие финансовые средства на помощь в развитии мусульманских стран. С 1986 по 2006 год страна пожертвовала на это около £49 миллиардов.
Хотя Саудовская Аравия является членом Движения неприсоединения, она ранее была известна как лидер союзного США "прозападного лагеря" арабских стран, состоящего из Египта, Иордании и арабских государств Персидского залива. Саудовская Аравия и США традиционно являются близкими стратегическими союзниками и партнёрами. Тем не менее, отношения между странами стали напряжёнными и претерпевали период серьёзного спада в течение последних нескольких лет президентства Барака Обамы, но после избрания президента Дональда Трампа, установившего тесные связи с Саудовской королевской семьёй, отношения наладились. Китай также является важным союзником Саудовской Аравии, отношения между ними активно развиваются в последнее время. Большинство саудовцев также имеют благоприятное мнение о Китае
.
Саудовская Аравия — одна из основателей Организации стран — экспортёров нефти. Её долгосрочная ценовая политика по нефти заключается в том, чтобы сохранять стабильные  и умеренные цены на нефть: достаточно высокие, чтобы получать значительные доходы, но не настолько высокие, чтобы поощрять разработку альтернативных источников энергии среди стран-импортёров нефти или ставить под угрозу экономику западных стран, в которых хранятся многие саудовские финансовые активы и которые оказывают политическую и военную поддержку правительству Саудовской Аравии. Исключение из этого правила произошло во время нефтяного кризиса 1973 года, когда Саудовская Аравия и другие арабские нефтяные государства, использовали эмбарго на поставки нефти в качестве давления на США, чтобы те прекратили поддерживать Израиль.
Помимо ОПЕК Саудовская Аравия является членом таких международных организаций как ООН, Лига арабских государств, Совет сотрудничества арабских государств Персидского залива, Всемирная исламская лига,  Организация исламского сотрудничества, Исламский банк развития, штаб-квартиры последних четырёх расположены в Саудовской Аравии. Страна играет заметную роль в Международном валютном фонде, Всемирном банке, а в 2005 году Саудовская Аравия вступила во Всемирную торговую организацию.
С 1 января 2024 года является участником БРИКС.